# Perimysium

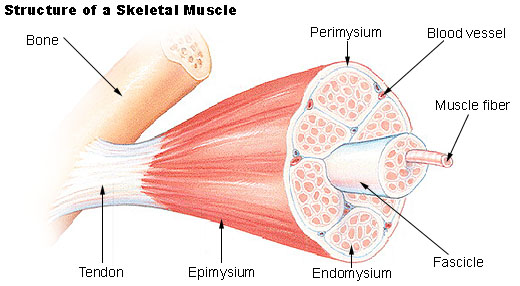
Struktura svalu

Perimysium je vazivový obal, který obklopuje svazky svalových vláken. Spolu s ním se ve svalovině nachází ještě další dva vazivové obaly – endomysium a epimysium. Soustavou obalů prochází velmi bohaté cévní, lymfatické a nervové zásobování. Na konci svalu je tzv. junkční oblast, kde se vazivo endomysia, perimysia a epimysia stává stále hutnějším a pokračuje jako šlacha.

## Struktura
Perimysium je membrána, která chrání a podporuje skupinu vláken uvnitř svalu. Dohromady s dalšími membránami je perimysium zodpovědné za tvarování a organizaci svalových vláken a za přenášecí síly ve svalu. Pojivo, zahrnující tyto membrány, stejně jako šlachy, odhadem tvoří asi 15 % hmotnosti jednoho svalu. Perimysium se skládá z kolagenních a elastických vláken. Kolagen dává tkáni pevnost, zatímco elastin pružnost.